# Usina nuclear de Ikata

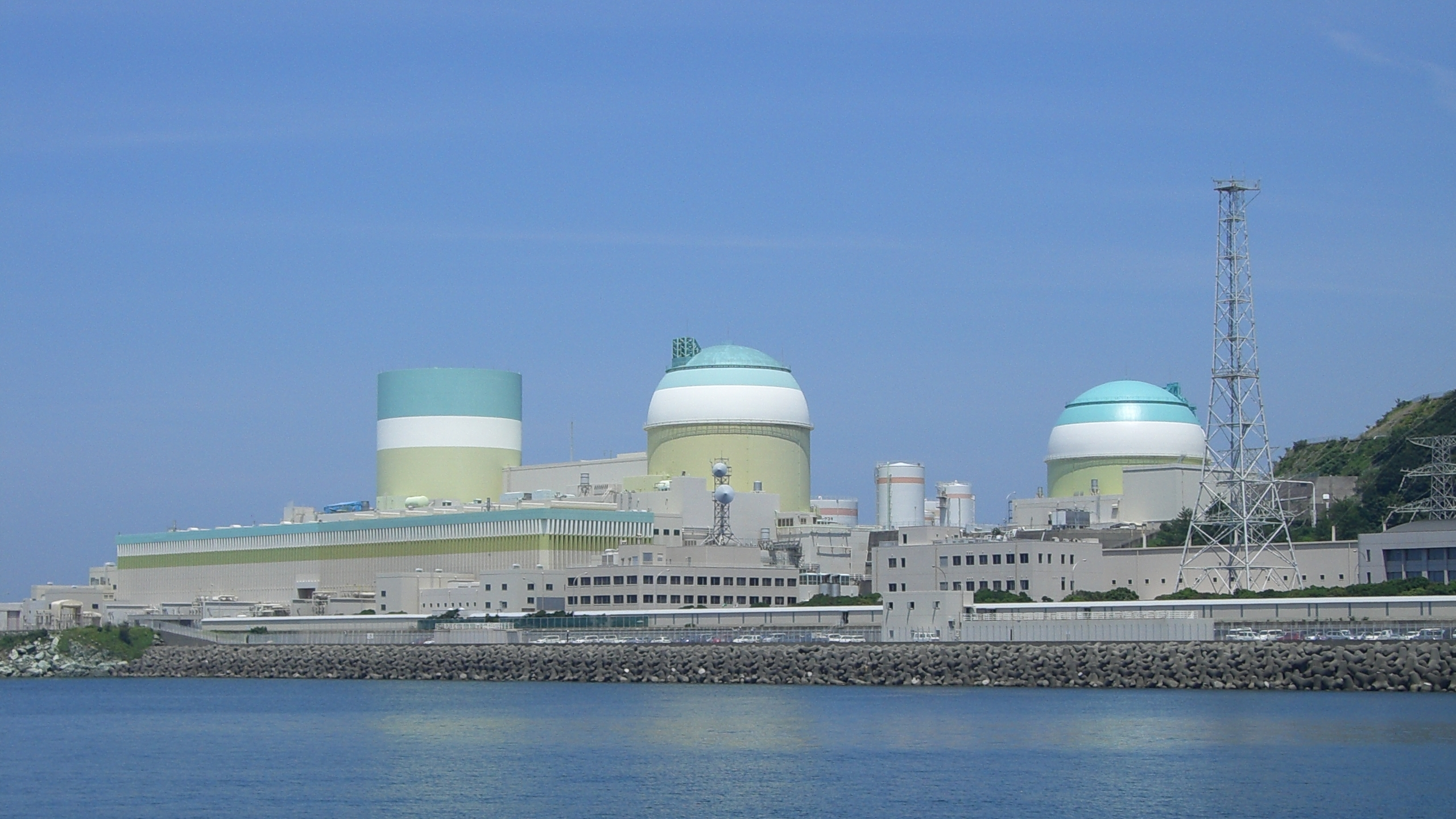
Usina nuclear de Ikata em agosto de 2009.

O Usina nuclear de Ikata (伊方発電所, Ikata hatsudensho, Ikata NPP) é uma usina nuclear localizada na cidade de Ikata no Distrito Nishiuwa na Prefeitura de Ehime, Japão. É a única planta nuclear na ilha de Shikoku. Ele pertence e é operado pela Companhia Elétrica de Shikoku.